# Фу Лей
Фу Лей (спрощ.: 傅雷; піньїнь: Fou Lei; 7 квітня 1908, Наньхуей — 3 вересня 1966, Шанхай), також відомий під псевдонімом Нуань (спрощ.: 怒安; піньїнь: Nu'an) — китайський перекладач і критик. Він розробив теорію перекладу, яку назвали найвпливовішою у французько-китайському перекладі. Фу Лей відомий перекладами Оноре де Бальзака та Ромена Роллана.

## Біографія
Фу народився 7 квітня 1908 року в Наньхуеї (нині — район Шанхаю) і виховувався матір'ю. У 1928-1931 роках він вивчав літературу та історію мистецтва в Парижі, подружившись, зокрема, з Жаком Марітеном та Жаном Даніелу. У 1932-1934 роках викладав історію мистецтва в Шанхайській академії мистецтв. Виступаючи час від часу як критик і куратор, більшу частину свого трудового життя Фу Лей займався перекладами.
У 1958 році Фу був зарахований до правих в Антиреволюційному русі та зазнав політичних переслідувань. У 1966 році, на початку Культурної революції, 3 вересня він і його дружина Чжу Мейфу покінчили життя самогубством. Його листи до сина, піаніста Фу Цонга, були опубліковані у 1981 році. Книга «Сімейні листи Фу Лея» є багаторічним бестселером.